# Genjahan (Ponjong)
Genjahan is een bestuurslaag in het regentschap Gunung Kidul van de provincie Jogjakarta, Indonesië. Genjahan telt 5394 inwoners (volkstelling 2010).